# Haustrum
Haustrum là một chi ốc biển, là động vật thân mềm chân bụng sống ở biển trong họ Muricidae, họ ốc gai.

## Các loài
Các loài trong chi Haustrum gồm có:
- Haustrum baileyanum (Tenison-Woods, 1881)[4]
- Haustrum flindersi (Adams & Angas, 1863)[5]
- Haustrum haustorium (Gmelin, 1791) - đồng nghĩa: Haustrum zealandicum Perry, 1811[6]
- Haustrum lacunosum (Bruguière, 1789)[7]
- Haustrum scobina (Quoy & Gaimard, 1833)[8]
- Haustrum vinosum (Lamarck, 1822)[9]

Đồng nghĩa:
- Haustrum dentex Perry, 1811 là một đồng nghĩa của Plicopurpura columellaris (Lamarck, 1816)[2]
- Haustrum pictum Perry, 1811 là một đồng nghĩa của Tribulus planospira (Lamarck, 1822)[2]
- Haustrum striatum Perry, 1811 là một đồng nghĩa của Stramonita haemastoma (Linnaeus, 1767)[2]
- Haustrum ventricosum Kaicher, 1980 là một đồng nghĩa của Dicathais orbita (Gmelin, 1791)[2]